# تشارلز إف. نايت
تشارلز إف. نايت (بالإنجليزية: Charles F. Knight)‏ هو مدير أمريكي، ولد في 20 يناير 1936 في ليك فورست في الولايات المتحدة، وتوفي في 12 سبتمبر 2017 بسبب مرض آلزهايمر.

## وصلات خارجية
- تشارلز إف. نايت على موقع إن إن دي بي (الإنجليزية)